# Jędrzej Moraczewski
Jędrzej Moraczewski, född 13 januari 1870 i Tremessen, Posen, Preussen, död 5 augusti 1944 i Sulejówek, var en polsk politiker (socialist). Han var Polens premiärminister under de första månaderna av andra polska republiken 18 november 1918–19 januari 1919.